# Leon Lauffs
Leonhard Lauffs, auch Léon Lauffs (* 24. Oktober 1883 in Dürler bei Sankt Vith, Rheinprovinz; † 10. Juli 1956 in Düsseldorf), war ein deutscher Bildhauer, Grafiker und Maler.

## Leben

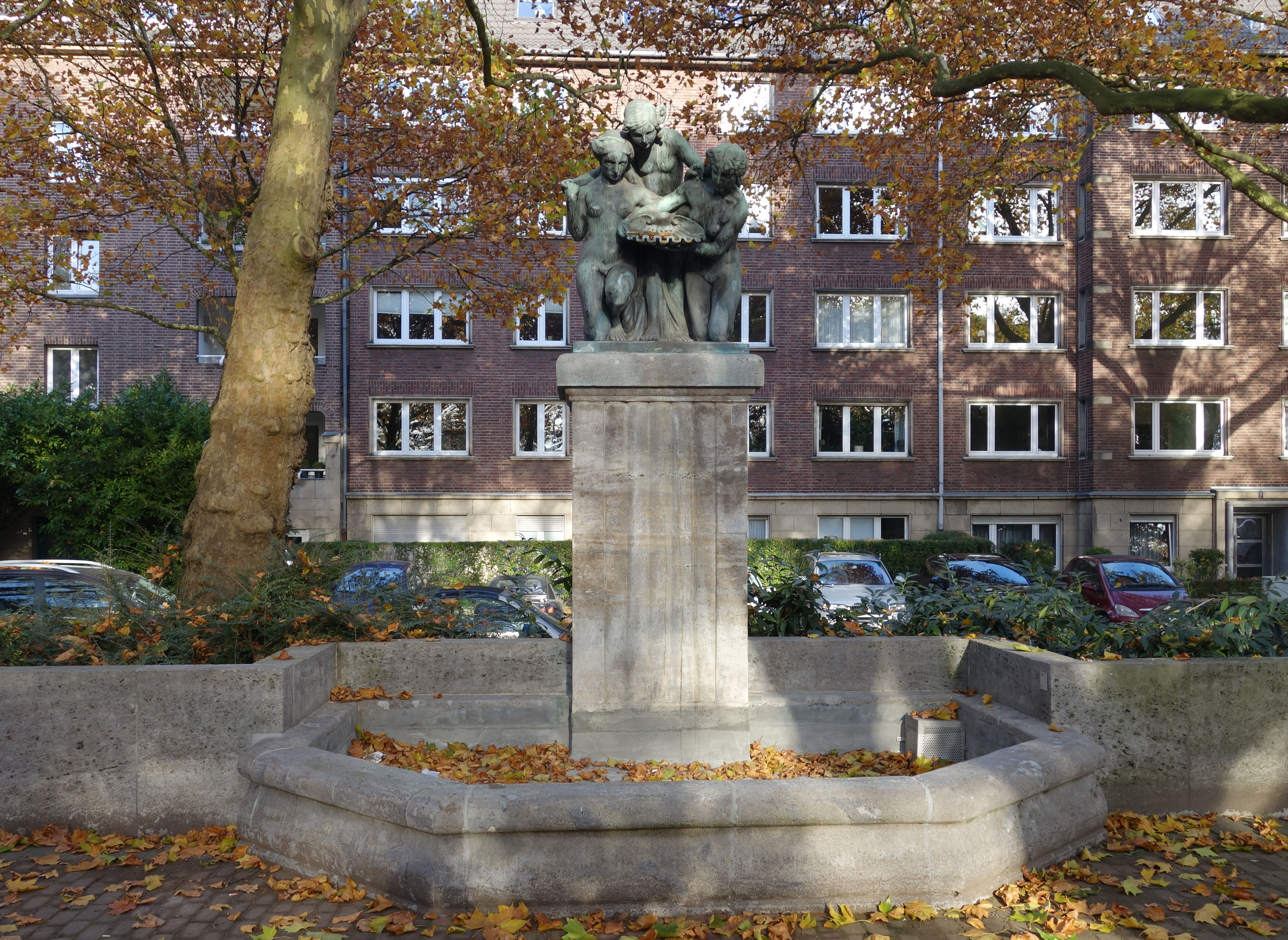
Dreimädelbrunnen, 1914/1915 (zusammen mit Hermann vom Endt), ursprünglicher Standort vor dem Landeshaus Düsseldorf, heute an der Kaiserswerther Straße in Düsseldorf-Golzheim

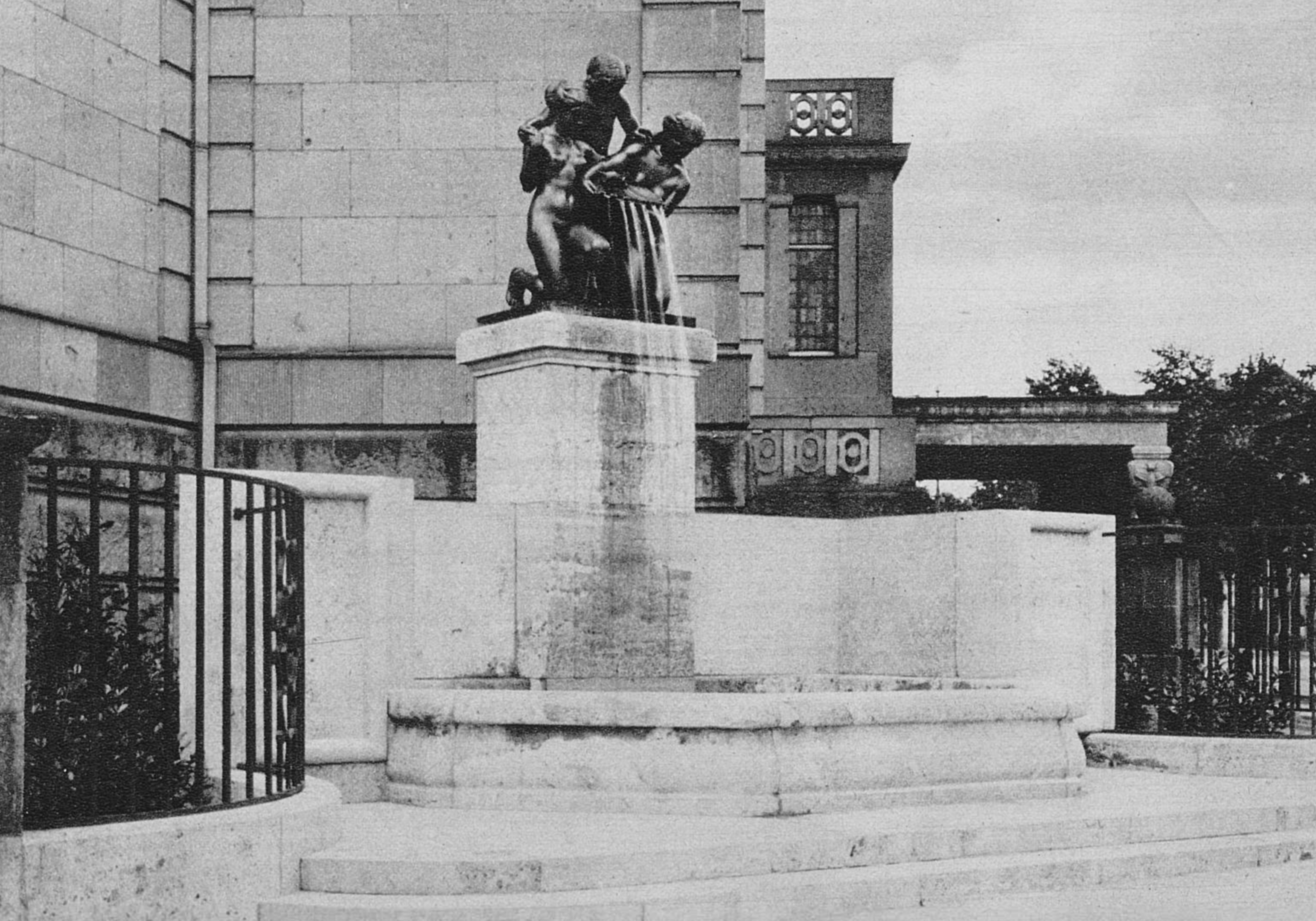
Dreimädelbrunnen vor dem Landeshaus in Düsseldorf (1915)

Lauffs besuchte von 1900 bis 1901 die Kunstgewerbeschule Düsseldorf, anschließend bis 1911 die Kunstakademie Düsseldorf. Er unternahm Studienreisen nach Italien und Belgien und ließ sich in Düsseldorf nieder, wo er Mitglied des Künstlervereins Malkasten war. Lauffs schuf vor allem Porträtbüsten, Figurinen, Brunnen und Grabdenkmäler, 1914/1915 etwa den Dreimädelbrunnen. Auch als Stilllebenmaler tat er sich hervor. 1911 war er auf der Großen Kunstausstellung Düsseldorf mit einer Mädchenfigur vertreten, 1913 auf der Großen Berliner Kunstausstellung mit einem Weiblichen Kopf aus Bronze, 1938 auf der Großen Deutschen Kunstausstellung mit einer Eva aus Bronze, 1941 mit der Statuette Träumerei aus Bronze und 1942 mit dem Ölgemälde Braune Kaffeekanne und  1953 auf der Dritten Deutschen Kunstausstellung in Dresden mit dem Ölgemälde Feierabend (81 × 53 cm).